# Talio-elv
A talio (latin: „megtorlás”) avagy a szemet szemért, fogat fogért-elv (lex talionis) az a jogi elv, amely szerint az elszenvedett sérülésért vagy kárért az elkövetőnek ugyanazt a sérülést kell elszenvednie, illetve ugyanazt az értéket kell kárpótlásul adnia.

## Története

### Hammurapi törvényoszlopa
A talio elv szerepel Hammurapi törvényoszlopán, amely a Kr. e. 1700-as években készült. Itt a babiloni jog amurrú törzsi komponensét képviseli a hagyományos mezopotámiai kompenzáció elve mellett. Azonos társadalmi szinten alkalmazni kell: „Ha egy szabad ember kiveri egy szabad ember fogát, üssék ki az ő fogát is.” Különböző társadalmi szinten viszont a kompenzáció elve érvényesül helyette: „Ha egy muskénum (nem teljes jogú szabad) fogát ütötte ki:1/3 mina ezüstöt fizessen.”